# Стоктон (Илиноис)
Стоктон (енгл. Stockton) град је у америчкој савезној држави Илиноис.

## Демографија
По попису из 2010. године број становника је 1.862, што је 64 (-3,3%) становника мање него 2000. године.
| Група             | 2000.         | 2010.         |
| Белци             | 1.912 (99,3%) | 1.799 (96,6%) |
| Афроамериканци    | 0 (0,0%)      | 4 (0,2%)      |
| Азијати           | 1 (0,1%)      | 7 (0,4%)      |
| Хиспаноамериканци | 8 (0,4%)      | 36 (1,9%)     |
| Укупно            | 1.926         | 1.862         |